# Kaoru (musicien)
 (mai 2022).
Si vous disposez d'ouvrages ou d'articles de référence ou si vous connaissez des sites web de qualité traitant du thème abordé ici, merci de compléter l'article en donnant les références utiles à sa vérifiabilité et en les liant à la section « Notes et références ».
Kaoru (薫) est un musicien japonais né le 17 février 1974 à Hyōgo. Il est l'un des guitaristes et le leader du groupe Dir en grey depuis sa création en 1997. Il faisait auparavant partie du groupe La:Sadie's comme les autres membres de sa formation actuelle à l'exception de Toshiya.Il faisait partie des groupes  Die : Steria, CHARM et La : Sadie

## Styles et influences
Avant l'album Vulgar, c'était le musicien responsable du plus grand nombre de compositions du quintet. La façon de composer du groupe ayant certainement évolué, depuis 2003 c'est maintenant le nom de la formation au complet qui est crédité pour chacun des morceaux.
Ses compositions révèlent une grande variété, on citera Zakuro (chanson empruntant au rock progressif relativement lente et de près de 9 minutes) et Jessica (tempo pop rock plus rapide) pour attester de cette diversité.
Durant les premières années du groupe, il était aussi considéré comme le Guitar Lead, du fait qu'il assumait la plupart des solos. Cependant il est maintenant difficile de lui assigner ce rôle, tant le son du groupe a évolué et du fait que les deux guitaristes tendent à s'échanger les rôles.

## Équipement
Kaoru est équipé par la firme japonaise ESP Guitars, qui lui fournit la majorité de ses guitares et plectres. Auparavant Kaoru utilisait majoritairement des ESP Ganesa (sa signature).

Il a récemment changé de modèle de guitare pour utiliser des ESP de la serie Viper, il dispose maintenant dans cette même série son propre modèle, la D-KV-420.
À savoir qu'au Japon, ESP a produit bon nombre de répliques des modèles de guitares utilisés par Kaoru, que ce soit à travers la gamme de produit ESP ou Edwards. Les modèles proposés par la gamme ESP sont des répliques de la D-KV-420 et de la Ganesa II. Tandis que Edwards produit des Ganesa en version miniature ainsi que des Ganesa IV et VIII.